# Orion (Pyrénées-Atlantiques)
Orion ist eine französische Gemeinde mit 148 Einwohnern (Stand 1. Januar 2022) im Département Pyrénées-Atlantiques in der Region Nouvelle-Aquitaine (vor 2016: Aquitanien). Die Gemeinde gehört zum Arrondissement Oloron-Sainte-Marie und zum Kanton Orthez et Terres des Gaves et du Sel (bis 2015: Kanton Sauveterre-de-Béarn).
Der Name in der gascognischen Sprache lautet ebenfalls Orion.

## Geographie
Orion liegt ca. 35 km nordwestlich von Oloron-Sainte-Marie in der historischen Provinz Béarn.
Umgeben wird der Ort von den Nachbargemeinden:
| Salies-de-Béarn | L’Hôpital-d’Orion                           |                   |
| Burgaronne      | Kompassrose, die auf Nachbargemeinden zeigt | Ozenx-Montestrucq |
|                 | Andrein Orriule                             |                   |

Orion befindet sich im Einzugsgebiet des Flusses Adour.
Zuflüsse des Gave d’Oloron durchqueren das Gebiet der Gemeinde:
- der Arrec Héuré mit seinem Nebenfluss,
  - dem Arriou de Lagouarde,
- der Saleys mit seinen Nebenflüssen,
  - dem Arriougrand mit seinem Zufluss,
    - dem Arriou de Lalèbe,

  - dem Arriou de Laspecès und
  - dem Ruisseau de Beigmau.[2]

## Geschichte
Der Ort ist seit dem 9. Jahrhundert unter Pilgern auf dem Jakobsweg nach Santiago de Compostela bekannt. Auf dem Route über Vézelay kamen sie durch Orion, wo sie im Mittelalter in einer Pilgerherberge empfangen wurden. In der Volkszählung des Béarn im Jahre 1385 wurden 21 Haushalte gezählt und vermerkt, dass das Dorf zur Bailliage von Sauveterre gehört. Es gab einen Adelssitz und ein Laienkloster, das dem Vicomte von Béarn unterstand. Seit dem 17. Jahrhundert gehörte das Laienkloster der Familie Casamajor. In sehr viel späterer Zeit wurden dort regelmäßig Künstler und Gelehrte empfangen, wie z. B. Francis Jammes, die Gebrüder Reclus oder Léon Bérard.
Toponyme und Erwähnungen von Orion waren:
- Aurion (1614, Manuskriptsammlung des 16. bis 18. Jahrhunderts) und
- Orion (1750, 1793 und 1801, Karte von Cassini, Notice Communale bzw. Bulletin des Lois).[5][6][7]

### Einwohnerentwicklung
Nach einem Höchststand der Einwohnerzahl von rund 450 in der Mitte des 19. Jahrhunderts reduzierte sich die Zahl bei kurzen Erholungsphasen bis zu den 1990er Jahren auf ein Niveau von rund 160 Einwohnern, das bis heute gehalten wird.
| Jahr      | 1962 | 1968 | 1975 | 1982 | 1990 | 1999 | 2006 | 2009 | 2022 |
| --------- | ---- | ---- | ---- | ---- | ---- | ---- | ---- | ---- | ---- |
| Einwohner | 185  | 169  | 174  | 167  | 154  | 165  | 155  | 153  | 148  |

## Sehenswürdigkeiten

### PfarrkircheSaint-Jacques
Das einschiffige Langhaus der Jakobus dem Älteren geweihten Kirche wird mit einer halbrunden Apsis verlängert und von zwei Seitenkapellen eingerahmt, die ein falsches Querschiff bilden. Der befestigte Glockenturm besitzt Schießscharten und Zwillingsfenster. 1946 und in jüngster Zeit wurde die Kirche vollständig restauriert. Der Chor wird durch drei Glasfenster verschönert. Eines davon zeigt den heiligen Jakob mit einer Jakobsmuschel auf seinem Hut, einem Pilgerstab, einer Schultertasche und einer Feldflasche. Das Fenster würdigt die vielen Pilger, die die Route über Vézelay eingeschlagen haben. Ein weiteres Fenster ist dem heiligen Rochus gewidmet, auf dem er mit seinem Hund zu sehen ist. Das dritte Fenster ist in einem moderneren Stil in leuchtenden Farben, insbesondere blau, gehalten. Als Ornamente sind ein Stern, eine Jakobsmuschel, ein Schwert und die Inschrift „Compostelle“ zu erkennen. Im Altarraum der Kirche befindet sich eine gut erhaltene Kredenz in Form einer Wandnische in der Wand des Chors. Sie ist mit einem Kielbogen mit mehreren Rippen verziert.

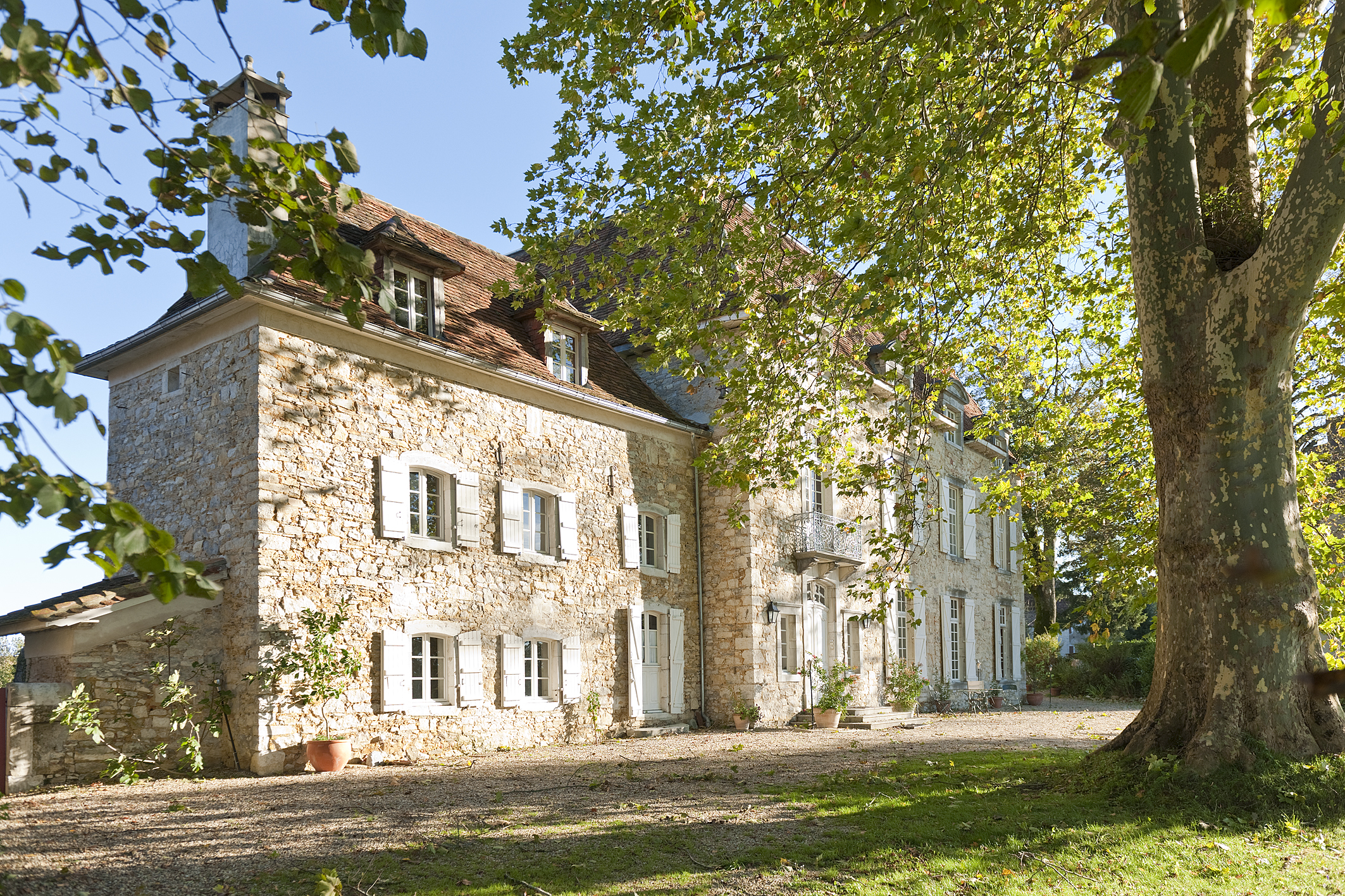
Château d’Orion, ehemaliges Laienkloster

### Château d’Orion
Es handelt sich ursprünglich um das Gebäude des ehemaligen Laienklosters. Es wurde im 14. Jahrhundert unweit der Pfarrkirche errichtet, und im Laufe der Jahrhunderte ist es mehrmals umgebaut worden. Die deutsche Familie Premauer kaufte das Schloss im Jahre 2003 und restaurierte es in weiten Teilen. Heute ist es ein Gästehaus und eine Begegnungsstätte mit regelmäßigen kulturellen Veranstaltungen. Elke Jeanrond-Premauer hat stellvertretend für die Equipe des Schlosses im Jahre 2013 den Europäischen Bürgerpreis gewonnen.

### Bauernhof Pondepeyre
Er ist ein Beispiel von mehreren alten Bauernhöfen der Gemeinde. Sein unregelmäßiges Mauerwerk aus Kieseln und Steinen, seine wenigen kleinen Fenster sind Anzeichen des fortgeschrittenen Alters des Hauses. Die Umrahmung der Fenster und Türen mit Werksteinen lassen bei aller Bescheidenheit, die das Bauernhaus auf dem ersten Augenblick vermittelt, auf einen gewissen Wohlstand der Besitzer zum Zeitpunkt des Baus schließen.

## Wirtschaft und Infrastruktur

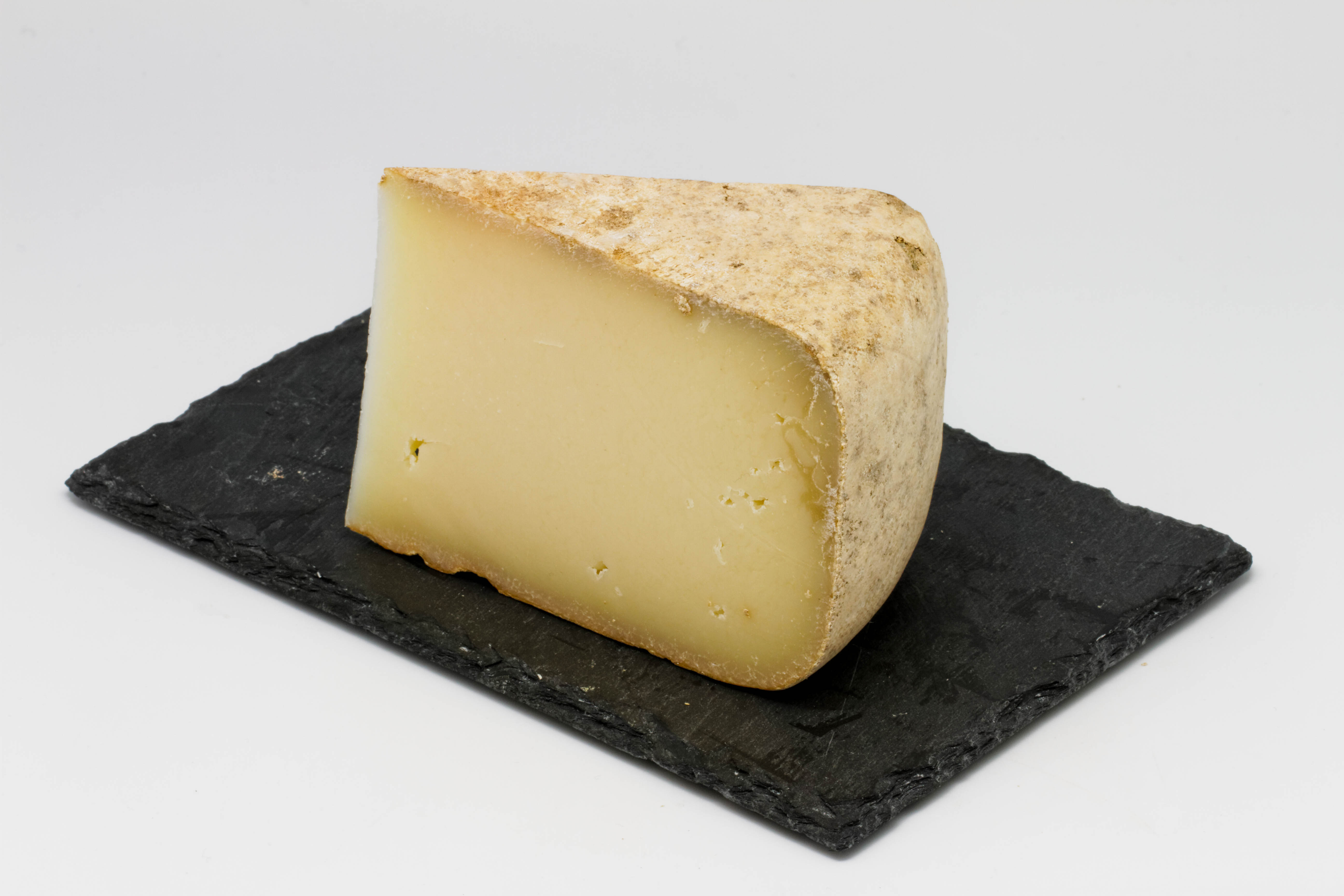
Ossau-Iraty

Die Landwirtschaft ist traditionell der wichtigste Wirtschaftsfaktor der Gemeinde. Orion liegt in den Zonen AOC des Ossau-Iraty, eines traditionell hergestellten Schnittkäses aus Schafmilch, sowie der Schweinerasse und des Schinkens „Kintoa“.

### Bildung
Die Gemeinde verfügt über eine öffentliche Grundschule mit 18 Schülerinnen und Schülern im Schuljahr 2017/2018.

Logo des Jakobswegs

### Sport und Freizeit
Der Fernwanderweg GR 654 von Namur in Belgien über Vézelay nach Montréal-du-Gers im Département Gers führt durch die Gemeinde.

### Verkehr
Orion wird durchquert von den Routes départementales 23 und 30.

## Persönlichkeiten

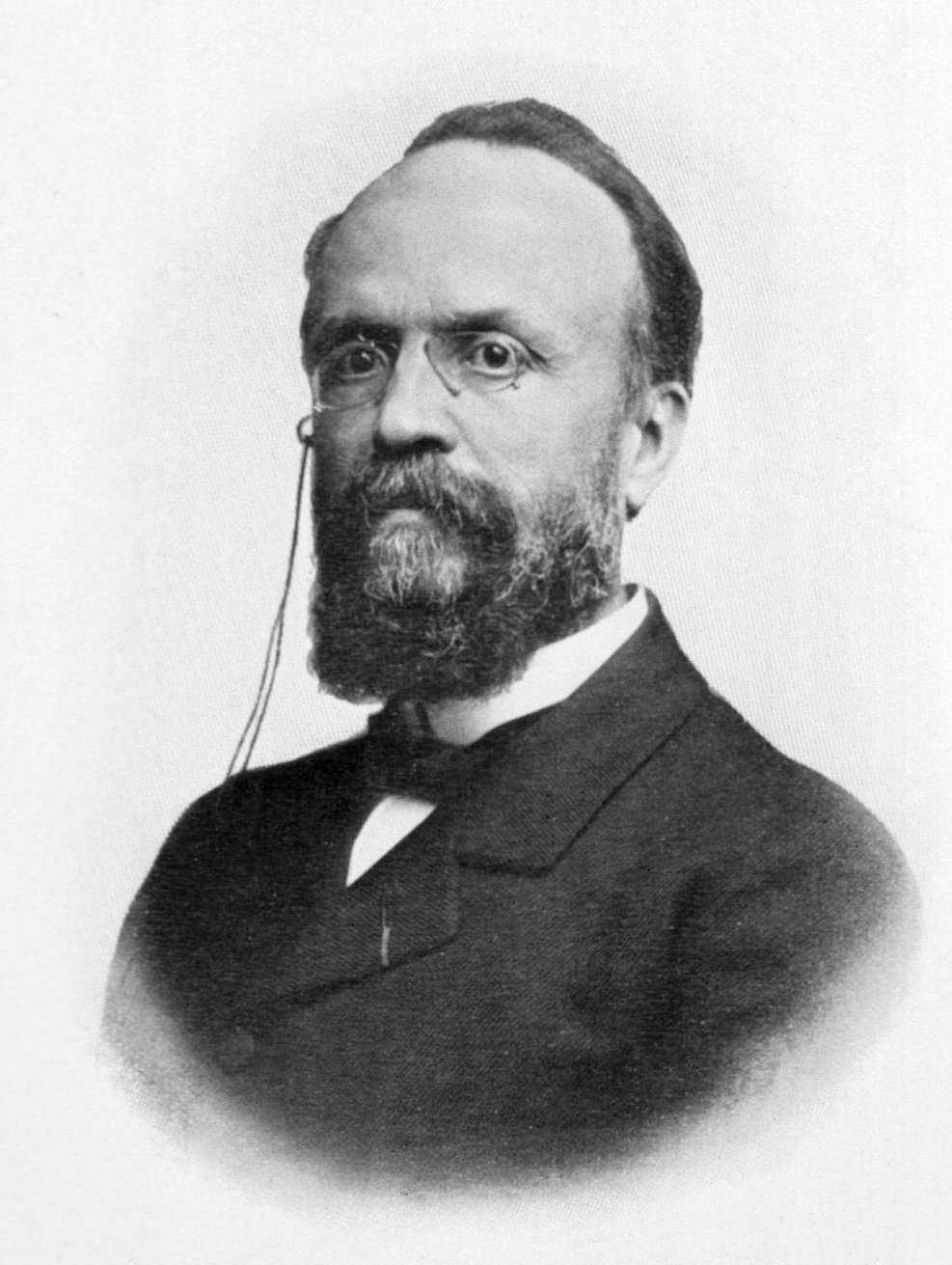
Paul Reclus

Paul Reclus, geboren am 7. März 1847 in Orthez, gestorben am 29. Juli 1914 in Paris, war ein französischer Chirurg und Mitglied der Académie nationale de Médecine. Er war Besitzer des Château d’Orion.